# Борис Тончев
Борис Тончев-Орфански е бивш български футболист.
Роден е във Варна през 1899 г. През цялата си кариера като футболист играе за „Тича“
Наричан е най-добрият нападател в България. Разболява се млад. Почива на 12 юли 1925 г.